# Torquéole à bec rouge
Arborophila rubrirostris
Espèce
Statut de conservation UICN

 LC  : Préoccupation mineure
La Torquéole à bec rouge (Arborophila rubrirostris) est une espèce d'oiseaux de la famille des Phasianidae.

## Distribution
Cet oiseau peuple l'île de Sumatra (montagnes Barisan).

## Sous-espèce
Aucune. Les populations du nord de l’aire de répartition ont la tête plus blanche que celles du sud.

## Habitat
La torquéole à bec rouge fréquente les forêts de montagnes entre 900 et 2500m, y compris les forêts de pins, pourvu que les strates arbustives et herbacées soient denses.

## Mœurs
L’écologie et la biologie de cette torquéole sont peu connues. Ses habitudes sont probablement semblables à celles des espèces voisines. On la rencontre en petits groupes discrets dans les ravins moussus et escarpés ou sur les crêtes couvertes de broussailles denses. Elle se perche le soir sur les arbustes bas et les buissons (Hennache & Ottaviani 2011).

## Voix
Le chant territorial est formé d’une double note keow  répétée plusieurs fois en montant le ton et la puissance.

## Nidification
Totalement inconnue.

## Statut, conservation
Cette espèce ne semble pas menacée en raison de sa répartition et de ses habitudes montagnardes qui la mettent plus ou moins à l’abri de la destruction de son habitat. Des rapports récents font état de populations stables dans les monts Sibayak, Brestagi et Kerinci (Madge & McGowan 2002).